# Roberto Caldeyro-Barcia
Caldeyro  Barcia est un nom espagnol. Le premier nom de famille, en général paternel, est Caldeyro ; le second, en général maternel, souvent omis, est Barcia.
Roberto Caldeyro Barcia, né le 26 septembre 1921 à Montevideo et mort le 2 novembre 1996, est un médecin obstétricien et chercheur uruguayen. Il est spécialiste de la physiologie obstétricale et pionnier dans le domaine de la périnatalogie.
Ses recherches avec le docteur Hermógenes Álvarez ont abouti à la création des Montevideo Units, unités de mesure de la puissance utérine durant le travail de l'accouchement. Il fut le seul médecin uruguayen à être nommé trois fois au prix Nobel.
Il est cofondateur de la revue médicale Journal of Perinatal Medicine.

## Jeunesse
Le père de Roberto Caldeyro Barcia, Joaquín, était médecin. Sa mère, Elvira, était issue d'une famille travaillant dans le milieu médical. Il a fréquenté l'école anglaise de Montevideo.
En 1938, alors âgé de 17 ans, il entre à la Faculté de médecine de l'Université de la République (Uruguay).
En 1945 il reçoit une formation en physiologie en Belgique par le professeur Zénon Bacq (université de Liège).

## Début de carrière
En 1947 Roberto Caldeyro Barcia obtient son doctorat et est nommé professeur assistant à l'Institut de physiologie de Montevideo.
Plus tard, il a poursuivi sa formation physiologique avec deux lauréats au prix Nobel de physiologie ou médecine : en 1948 avec le professeur Corneille Heymans et avec le professeur Bernardo Houssay de l'Université de Buenos Aires.
En 1947, avec l'aide de son professeur d'obstétrique Hermógenes Álvarez, il met au point un système de traçage permettant de surveiller la pression amniotique intra-utérine pendant la grossesse et durant le travail de l'accouchement. Cela a permis de mesurer l'intensité et la fréquence des contractions utérines.
Cette recherche, qui comprenait le premier enregistrement de l'activité de l'utérus humain pendant le travail, conduit à la création par le duo des unités Montevideo pour quantifier l'activité utérine, aujourd'hui mesure standard de l'activité utérine pendant le travail.
En 1950 Roberto Caldeyro Barcia a été nommé Professeur-associé à l'Institut de Physiologie de Montevideo. La même année, il a enregistré pour la première fois la pression intra-miométrique dans différentes parties de l'utérus pendant le travail, définissant le modèle de contractilité utérine normale ayant un triple gradient descendant. Théorie selon laquelle la force contractile de l'utérus se propage du fond vers le segment inférieur pour produire la dilatation du col.
Peu après lui et son équipe ont étudié les changements de la fréquence cardiaque fœtale par rapport aux contractions utérines à l'aide d'une électrode posée sur le cuir chevelu fœtal. Ils ont classé les « Dips de type I » de la fréquence cardiaque fœtale comme étant dus à la compression de la tête fœtale, tandis que les décélérations tardives, plus sévères, ont été nommées  « Dips de type II », dues à une hypoxie fœtale.
En juin 1952, Roberto Caldeyro Barcia et Hermógenes Álvarez ont présenté leurs travaux scientifiques lors du 13ème Congrès britannique d'obstétrique et de gynécologie.

## Évolution de carrière
En 1957 Roberto Caldeyro Barcia organise à Montevideo un symposium mondial sur l'ocytocine.
En 1958, avec le docteur Álvarez, il a développé une méthode pour mesurer l'effet des contractions utérines sur la fréquence cardiaque fœtale, qui deviendra plus tard la base de la surveillance fœtale, couramment utilisée pour surveiller la réponse du fœtus aux contractions pendant le travail et pour prévenir tout dommage neurologique résultant de la privation d'oxygène. Ils ont défini les réponses normales et anormales du fœtus grâce à la surveillance continue de la fréquence cardiaque fœtale. Ils ont classé les « Dips de type I » de la fréquence cardiaque fœtale comme étant dus à la compression de la tête fœtale, tandis que les décélérations tardives ont été nommées  « Dips de type II », et sont dus à une hypoxie fœtale.
En 1959 il a été nommé Chef du département de physiologie obstétrique de l'Université de Montevideo. En 1965, il a été nommé Professeur titulaire de physiologie.

### Conférence à Paris
En mai 1961 il a participé avec son équipe au Séminaire sur la prévention des lésions cérébrales anténatales et périnatales, organisée par le Centre international de l'enfance et qui s'est tenu à Paris. Ils ont présenté leurs travaux sur l'effet de la contraction anormale sur le fœtus. Le pédiatre français Alexandre Minkowski et l'obstétricien Maurice Lacomme ont également présentés des travaux.

Roberto Caldeyro Barcia : Mecanisms explaining the genesis of Dips (1961).

### Conférence d'Omaha
En octobre 1968, Roberto Caldeyro Barcia  participe à la Conférence on the Etiology of mental retardation,  qui s'est tenue à Omaha (États-Unis) et organisée par le gouvernement américain. Il y présente avec son équipe le résultat de plusieurs études portant sur les effets des contractions utérines sur l'électroencéphalogramme du fœtus, les facteurs obstétriques influençant la compression de la tête du fœtus et l'incidence sur le rythme cardiaque fœtal. Certains de ces exposés ont été suivi d'une discussion scientifique.

### Conférence de Washington
Le 10 juin 1969, Robert Caldeyro Barcia a dirigé la conférence internationale Perinatal factors affecting human development, organisée par l'Organisation Mondiale de la Santé et qui s'est tenue à Washington DC. Lors du discours d'ouverture, il a rappelé que le principal objectif de la science de la santé est d'assurer à l'être humain un développement normal. Il a présenté avec son équipe quatre études : tolérance du fœtus à la contraction utérine, pression exercée par les contractions sur la tête du fœtus, effet de la rupture des membranes sur la compression de la tête fœtale, changements du rythme cardiaque foetal associé avec la souffrance fœtale aiguë.

## Fin de carrière
En 1970, l'Organisation panaméricaine de la santé a créé à Montevideo le Centre Latino-Américain de Périnatalogie (CLAP), et a nommé à sa direction Roberto Caldeyro Barcia. Il est devenu un centre de formation de référence pour les médecins d'Amérique latine et étrangers. Il a notamment formé des médecins suisses, américains, allemands, japonais et suédois.
En 1973 Roberto Caldeyro Barcia a cofondé avec les docteurs Edward Hon, Stanley James et Erich Saling le Journal of Perinatal Medicine, une revue médicale internationale regroupant l'obstétrique et la néonatologie. Il est resté Rédacteur en chef du journal jusqu'à son décès.
De 1976 à 1979, il a été Président de la Fédération internationale de gynécologie et d'obstétrique (FIGO). Il a présidé le Congrès mondial de l'organisation en 1979 qui s'est tenu à Moscou.
En 1984 Roberto Caldeyro Barcia a pris sa retraite de la Chaire de Gynécologie-Obstétrique de l'Université de la République. Il a été nommé par le gouvernement uruguayen Directeur scientifique du PEDECIBA, un programme en faveur du développement des sciences fondamentales.
En 1984 également, Roberto Caldeyro Barcia est élu correspondant étranger de l'Académie nationale de médecine[D'où ?].
En 1990 il est élu aThe World Academy of Sciences, un programme  appuyé par l'UNESCO dédié au soutien à la recherche scientifique dans les pays en voie de développement.
En 1991 il fonde à Tokyo avec Erich Saling et d'autres médecins l'Association Mondiale de Médecine Périnatale. Il en a présidé la première assemblée générale.
Roberto Caldeyro Barcia décède le 2 novembre 1996 à l'âge de 75 ans des suites d'une opération cardiaque.

## Famille
En 1946, Roberto Caldeyro Barcia a épousé Ofelia Stajano, rencontrée à l'école primaire, et ont eu six enfants. Un de leurs fils est atteint de schizophrénie. Ofelia consacra une grande partie de sa vie à œuvrer pour améliorer les conditions de vie des patients psychiatriques et de leurs familles. Elle est la fondatrice de l'association Grupo de la Esperanza .

## Distinctions
Il a été nommé trois fois pour le prix Nobel.
En 2010, le Congrès mondial de la santé maternelle et infantile a créé le prix Roberto Caldeyro-Barcia avec a la clé un prix de 5 000 €. Le lauréat doit être un expert en obstétrique et médecine périnatale[réf. nécessaire].

## Œuvre scientifique

### Publications médicales

#### Années 50
- 1950 : (en) Roberto Caldeyro-Barcia et H.Alvarez, « Contractility of the human uterus recorded by new methods. », Surgery, gynecology & obstetrics,‎ 1950 (PMID 15442821)
- 1952 : (en) Roberto Caldeyro-Barcia et H.Alvarez, « Abnormal uterine action in labor. », J.Obstet.Gynaecol.Brit.Empire.,‎ 1952
- 1954 : (de) Roberto Caldeyro-Barcia et H.Alvarez, « The normal and abnormal contractile waves of uterus during labor. », Monatsschrift für Geburtshilfe und Gynäkologie,‎ 1954 (DOI 10.1159/000308198)
- 1954 : (en) Roberto Caldeyro-Barcia, H.Alvarez, A.Guevara, S.D'Albenas et G.Ruocco, « Ergonovine and the third stage of labor. », Obstetrics and gynecology,‎ 1954 (PMID 13176845)
- 1954 : (en) Roberto Caldeyro-Barcia et H.Alvarez, « Effect of presacral nerve stimulation on the contractility of the nonpregnant human uterus. », Journal of applied physiology,‎ 1954 (DOI 10.1152/jappl.1954.6.9.556)
- 1955 : (en) Roberto Caldeyro-Barcia, H.Alvarez et J-J.Poseiro, « Action of morphine on the contractility of the human uterus. », Archives internationales de pharmacodynamie et de thérapie,‎ 1955 (PMID 14362633)
- 1957 : (en) Roberto Caldeyro-Barcia, S-V.Pose et H.Alvarez, « Uterine contractility in polyhydramnios and the effects of withdrawal of the excess of amniotic fluid. », American Journal of Obstetrics and Gynecology,‎ 1957 (DOI 10.1016/0002-9378(57)90267-3)
- 1957 : Roberto Caldeyro-Barcia, Y. Sica-Blanco, J-J. Poseiro, V. Gonzales-Panizza, C.Mendez-Bauer, C.Fielitz, H.Alvarez, S-V.Pose et C-H.Hendricks, « A quantitative study of the action of synthetic oxytocin on the pregnant human uterus. », The Journal of pharmacology and experimental therapeutics,‎ 1957 (PMID 13481824)
- 1958 : (en) Roberto Caldeyro-Barcia et G-W.Theobald, « Sensitivity of the pregnant human myometrium to oxytocin. », American journal of obstetrics and gynecology,‎ 1958 (DOI 10.1016/0002-9378(68)90418-3)
- 1958 : (en) Roberto Caldeyro-Barcia, J-J. Poseiro, H. Alvarez et P. Tost, « The action of chlorpromazine on uterine contractility and arterial pressure in normal and toxemic pregnant women. », American journal of obstetrics and gynecology.,‎ 1958 (DOI 10.1016/0002-9378(58)90830-5)
- 1959 : (en) Roberto Caldeyro-Barcia et J.J Poseiro, « Oxytocin and contractility of the pregnant human uterus », Annals of the New York Academy of Sciences,‎ 1959 (DOI 10.1111/j.1749-6632.1959.tb44593.x.)

#### Années 60
- 1960 : (en) Roberto Caldeyro-Barcia, « Oxytocin in pregnancy and labour. », Acta endocrinologica. Supplementum,‎ 1960 (DOI 10.1530/acta.0.xxxivs041)
- 1960 : Physiology of the uterine contraction. En collaboration avec le docteur J-J.Poseiro. Clinical Obstetrics and Gynecology.
- 1960 : (en) Roberto Caldeyro-Barcia, C.Mendez-Bauer et H-M.Cabot, « New Test for the Biological Assay of Oxytocin. », Science (New York, N.Y.),‎ 1960 (DOI 10.1126/science.132.3422.299)
- 1960 : (en) Roberto Caldeyro-Barcia, C-A.Fielitz et V-H.Gonzales-Panizza, « Effect of low concentrations of oxytocin on the uterine response to electrical stimulation. », Acta physiologica latino americana,‎ 1960 (PMID 13699383)
- 1961 : (en) Roberto Caldeyro-Barcia, C.Mendez-Bauer et C.Fielitz, « Recording of intramuscular pressure in the human myometrium. », Journal of applied physiology,‎ 1961 (DOI 10.1152/jappl.1961.16.3.573)
- 1962 : (en) Roberto Caldeyro-Barcia, N.Wiqvist, I.Wiqvist et C-A.Fielitz, « Effects of oxytocin on the uterine response to electrical stimulation. », Acta endocrinologica,‎ 1962 (DOI 10.1530/acta.0.0410161)
- 1963 : (en) Roberto Caldeyro-Barcia, C. Mendez-Bauer, J-J. Poseiro, R. Arellano-Hernandez et M-A.Zambrana, « Effects of atropine on the heart rate of the human fetus during labor. », American journal of obstetrics and gynecology,‎ 1963 (DOI 10.1016/s0002-9378(16)35639-3.)
- 1965 : (en) Roberto Caldeyro-Barcia, J-A.Coch, J.Brovetto, H-M.Cabot et C-A.Fielitz, « Oxytocin-equivalent activity in the plasma of women in labor and during the puerperium. », American journal of obstetrics and gynecology,‎ 1965 (DOI 10.1016/0002-9378(65)90580-6)
- 1966 : (en) Roberto Caldeyro-Barcia, J-G.Figueroa-Longo, J-J.Poseiro et L-O.Alvarez, « Fetal electrocardiogram at term labor obtained with subcutaneous fetal electrodes. », American journal of obstetrics and gynecology,‎ 1966 (DOI 10.1016/s0002-9378(16)34694-4)
- 1966 : (en) Roberto Caldeyro-Barcia, J.Bieniarz et E.Maqueda, « Compression of aorta by the uterus in late human pregnancy. I. Variations between femoral and brachial artery pressure with changes from hypertension to hypotension. », American journal of obstetrics and gynecology,‎ 1966 (DOI 10.1016/0002-9378(66)90081-0)
- 1966 : (en) Roberto Caldeyro-Barcia, J.Bieniarz et T.Hashimoto, « Obstruction of the common iliac artery by the contracting uterus. I. Pressure patterns recorded at the site of compression. », Journal of the Japanese Obstetrical & Gynecological Society,‎ 1966 (PMID 5959978)
- 1967 : (en) Roberto Caldeyro-Barcia, O.Althabe, R-L.Schwarcz, S-V.Pose et R.Escacena, « Effects on fetal heart rate and fetal pO2 of oxygen administration to the mother. », American journal of obstetrics and gynecology,‎ 1967 (DOI 10.1016/0002-9378(67)90205-0)
- 1968 : Compression received by the head of the human fetus during labor. En collaboration avec les docteurs R-L.Schwarcz, G. Strada-Saenz, O. Althabe, J.Fernandez-Funes et L-O.Alvarez. US Department of Health, Education and Welfare.
- 1969 : Test of Fetal Tolerance to Induced Uterine Contractions for the Diagnosis of Chronic Distress. En collaboration avec les docteurs S-V.Pose, J-B.Castillo, E-O.Mora-Rojas et A.Soto-Yances. World Health Organisation.
- 1969 : Pressure Exerted by Uterine Contractions on the Head of the Human Fetus During Labor. En collaboration avec les docteurs R-L.Schwarcz, G.Strada-Sdenz, O.Althabe et J.Fernández-Funes. World Health Organisation.
- 1969 : Influence of the Rupture of Membranes on Compression of the Fetal Head During Labor. En collaboration avec les docteurs O.Althabe, G.Aramburú et R-L. Schwarcz. World Health Organisation.
- 1969 : Effect of Uterine Contractions on Maternal Blood Flow Through the Placenta. En collaboration avec les docteurs J. Poseiro, C.Mendez-Bauer et S-V.Pose. World Health Organisation.
- 1969 : Changes in Fetal Heart Rate Associated with Acute Intrapartum Fetal Distress. En collaboration avec les docteurs C.Méndez-Bauer, J.Monleón, G.Guevara-Rubio, C.Casacuberta, R. Bustos, G. Giussi, L. Escarcena et R. Yabo. World Health Organisation.
- 1969 : A New Approach to the Treatment of Acute Intrapartum Fetal Distress. En collaboration avec les docteurs M.Magaña, J-B.Castillo, J-J.Poseiro, C.Méndez-Bauer, S-V.Pose, L.Escarcena, C.Casacuberta, J-R.Bustos, et G.Giussi. World Health Organisation.

#### Années 70
- 1970 : (en) Roberto Caldeyro-Barcia, A-J.Krapohl et G-G.Myers, « Uterine contractions in spontaneous labor. A quantitative study. », American journal of obstetrics and gynecology,‎ 1970 (DOI 10.1016/0002-9378(70)90363-7)
- 1973 : Roberto Caldeyro-Barcia, R.Schwarcz, O.Althabe, R.Belitsky, J-L.Lanchares, R.Alvarez, P.Berdaguer, H.Cappuro, J-M.Belizan, J-H.Sabatino et al., « Fetal heart rate patterns in labors with intact and with ruptured membranes. », Journal of perinatal medicine,‎ 1973 (DOI 10.1515/jpme.1973.1.3.153)
- 1975 : (en) Roberto Caldeyro-Barcia, A-G. Diaz, C. Abusleme et J-J/ Poseiro, « Effects of orciprenaline on uterine contractility and maternal heart rate. A quantitative study. », Obstetrics and gynecology,‎ 1975 (PMID 1165871)
- 1976 : (en) Roberto Caldeyro-Barcia, « The Influence of Maternal Position on Time of Spontaneous Rupture of the Membranes, Progress of Labor, and Fetal Head Compression. », Birth,‎ 1979 (DOI 10.1111/j.1523-536X.1979.tb01297.x)

#### Années 80
- 1980 : (en) Roberto Caldeyro-Barcia, A-G.Diaz, R.Schwarcz et R.Fescina, « Vertical position during the first stage of the course of labor, and neonatal outcome. », European journal of obstetrics, gynecology, and reproductive biology,‎ 1980 (DOI 10.1016/0028-2243(80)90046-5)
- 1981 : (en) Roberto Caldeyro-Barcia, G. Giussi, E. Storch, J-J. Poseiro, N.Lafaurie, K.Kettenhubert et G.Ballejo, « The bearing-down efforts and their effects on fetal heart rate, oxygenation and acid base balance. », Journal of perinatal medicine,‎ 1981 (DOI 10.1515/jpme.1981.9.s1.63)